# Antonio Martínez de Castro
Antonio Martínez de Castro  (Almería, 1880 - Almería, 1955) es un escritor, historiador, abogado y erudito español. Secretario de la Comisión Provincial de Monumentos de Almería, cónsul de Ecuador y Costa Rica; miembro de las reales academias de la Historia y Bellas Artes.
Obtiene su licenciatura en Derecho en 1902, luego de cursar estudios en la Universidad de Granada y en la Universidad Central de Madrid.
Trabaja en preservar, conservar y salvar el legado histórico y cultural de la provincia de Almería.  Es designado por el Ayuntamiento de Almería cronista de la ciudad, trabajando en la difusión de la historia de la provincia. Abogó en contra de la destrucción de la Alcazaba y porque fuera declarada Monumento Nacional.

## Obras
- Algo sobre arqueología almeriense (1907),
- De historia y arqueología (1907),
- Naderías –artículos- (1910),
- Protohistoria de la actual provincia de Almería (1911),
- Sarcófago romano cristiano de Berja (1925).